# West Berkshire
Il West Berkshire è un'autorità unitaria del Berkshire, Inghilterra, Regno Unito, con sede a Newbury.
Il distretto fu creato con il Local Government Act 1972, il 1º aprile 1974 dalla fusione dei borough di Newbury col Distretto rurale di Bradfield, il Distretto rurale di Hungerford, il Distretto rurale di Newbury e parte del Distretto rurale di Wantage.

## Parrocchie civili
- Aldermaston
- Aldworth
- Ashampstead
- Basildon
- Beech Hill
- Beedon
- Beenham
- Boxford
- Bradfield
- Brightwalton
- Brimpton
- Bucklebury
- Burghfield
- Catmore
- Chaddleworth
- Chieveley
- Cold Ash
- Combe
- Compton
- East Garston
- East Ilsley
- Enborne
- Englefield
- Farnborough
- Fawley
- Frilsham
- Great Shefford
- Greenham
- Hampstead Norreys
- Hamstead Marshall
- Hermitage
- Holybrook
- Hungerford
- Inkpen
- Kintbury
- Lambourn
- Leckhampstead
- Midgham
- Newbury
- Padworth
- Pangbourne
- Peasemore
- Purley on Thames
- Shaw cum Donnington
- Speen
- Stanford Dingley
- Stratfield Mortimer
- Streatley
- Sulham
- Sulhamstead
- Thatcham
- Theale
- Tidmarsh
- Tilehurst
- Ufton Nervet
- Wasing
- Welford
- West Ilsley
- West Woodhay
- Winterbourne
- Wokefield
- Woolhampton
- Yattendon